# Marcel Camus
Marcel Camus (21. dubna 1912, Chappes (Ardensko) – 13. ledna 1982, Paříž) byl francouzský filmový režisér a scenárista.

## Životopis
Byl synem učitele a zájem o výtvarné umění ho, po ukončení střední školy, přivedl ke studiu na umělecké škole Beaux Arts v Paříži. Po absolvování školy působil jako profesor kreslení v Charleville a později v Paříži, kde se samostatně věnoval malířství a sochařství. Přitahoval ho také svět divadla, kde pracoval jako dekoratér, herec i režisér. V průběhu 2. světové války byl internován jako vězeň v táboře v Německu.
Po návratu do vlasti ho jeho strýc Roland Dorgelès představil několika filmařům. Začal pracovat jako asistent režie nebo technický poradce se známými režiséry, jakými byli Luis Buñuel, André Barsacq, Jacques Becker a další.
Jeho první samostatnou režií byl krátký snímek Renaissance du Havre (Obrození Le Havru) v roce 1950. V roce 1957 natočil, podle románu Jeana Hougrona, svůj první celovečerní hraný film Mort en fraude (Fingovaná smrt). Film se zabýval francouzskou obchodní politikou v Indočíně a jeho promítání ve francouzských koloniích bylo censurou zakázáno.

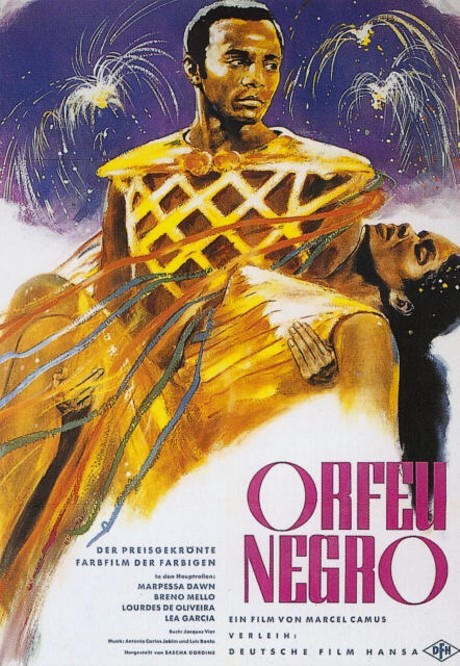
Filmový plakát Helmutha Elgaarda k filmu Orfeu Negro (Černý Orfeus)

V roce 1959 natočil film Orfeu Negro (Černý Orfeus). Starou antickou legendu o nesmrtelné lásce Orfea a Eurydiky přenesl do prostředí chudinských slumů na svazích Ria de Janeiro v době příprav a konání karnevalu. Původně chtěl natočit film se samými neherci, pak ale do role Eurydiky obsadil americkou herečku a tanečnici s africkými a latinskoamerickými kořeny Marpessu Dawnovou. Dvě hlavní mužské role svěřil nehercům – známým brazilským sportovcům. Roli Orfea ztvárnil hráč brazilského národního fotbalového mužstva Breno Mello. Alegorickou postavu „Smrti“ (v karnevalovém kostýmu kostlivce) si zahrál olympijský přeborník v trojskoku Adhemar Ferreira da Silva. Režisér Marcel Camus se ve filmu objevil v malé, vedlejší roli Ernesta. Hlavní kulisou celého filmu se stal karneval v Riu de Janeiro ve své původní podobě, kde se prolíná radost ze života, hudba a tanec, se všudypřítomnou smrtí. Tento film zajistil tvůrci místo mezi předními francouzskými i světovými režiséry a byl oceněn významnými filmovými cenami včetně Oscara za nejlepší cizojazyčný film v roce 1960. Představitelka Eurydiky, herečka Marpessa Dawnová, se stala na krátký čas ženou Marcela Camuse, manželství skončilo rozvodem.
V roce 1960 natočil další film z brazilského prostředí Os Bandeirantes (Průkopníci), ve kterém se vrátil do historie osídlování Brazílie. Divácký úspěch zaznamenal film Le Mur de l'Atlantique (Atlantský val), válečná komedie se známým francouzským komikem Bourvilem z roku 1970. Ve svém posledním celovečerním filmu Otalia de Bahia, uváděném také jako Os Pastores da Noite (Pastýři noci) z roku 1975 zpracoval námět stejnojmenného románu brazilského spisovatele Jorge Amada. Žádný z filmů ale již nedosáhl úspěchu Černého Orfea.
V dalším období se věnoval převážně televizní tvorbě. Zemřel v Paříži ve věku 69 let a je pochován na hřbitově Père-Lachaise (oddíl 87).

## Filmografie (výběr)

### Režie

#### Celovečerní filmy
- Mort en fraude, 1957
- Orfeu Negro (Černý Orfeus), 1959
- Os Bandeirantes, 1960
- L'oiseau de paradis, 1963
- Le Chant du monde, 1965
- Vivre la nuit, 1965
- L'Homme de New York, 1967
- Le Mur de l'Atlantique (Atlantský val), 1970
- Un été sauvage, 1970
- Otalia de Bahia (Os Pastores da Noite), 1975

#### Televizní filmy a seriály
- La Porteuse de pain, TV seriál, 1973
- Molière pour rire et pour pleurer, TV seriál – 6 dílů, 1973
- Les Faucheurs de marguerites, TV seriál – 7 dílů, 1974
- Ce diable d'homme, TV seriál – 6 dílů, 1978
- Le Roi qui vient du sud, TV film podle románu Heinricha Manna, spolupráce Heinz Schirk, 1979
- Vinnetou, TV seriál, 1980
- Les Amours du bien-aimé, TV film, 1981
- Le Féminin pluriel, TV film, 1982

#### Televizní dokumenty
- Cinépanorama, epizoda z 3. února 1962, 1962
- Histoire du cinéma français par ceux qui l'ont fait, 1974

### Asistent režie
- Antoine et Antoinette, režie Jacques Becker, 1947
- Rendez-vous de juillet, režie Jacques Becker, 1949
- Édouard et Caroline, režie Jacques Becker, 1950
- Casque d'or, režie Jacques Becker, 1952
- La Demoiselle et son revenant, režie Marc Allégret, 1952
- Le Rideau rouge, režie André Barsacq, 1952
- L'Ennemi public numéro un (Il Nemico pubblico numero uno), režie Henri Verneuil, 1953
- Sang et Lumières (Sangre y luces), režie Georges Rouquier a Ricardo Muñoz Suay, 1954
- Les Gaietés de l'escadron (Allegro squadrone), režie Paolo Moffa, 1954
- Interdit de séjour, režie Maurice de Canonge, 1955
- Les Chiffonniers d'Emmaüs, režie Robert Darène, 1955
- Les Mauvaises Rencontres, režie Alexandre Astruc, 1955
- Cela s'appelle l'aurore, režie Luis Buñuel, 1955

### Scénáře
- Les Dents longues — technický poradce, 1952
- Mort en fraude, 1957
- Orfeu Negro (Černý Orfeus), 1959
- Le Chant du monde , 1965
- Le Mur de l'Atlantique (Atlantský val), 1970

### Filmová role
- Orfeu Negro (Černý Orfeus), vedlejší role Ernesta

## Ocenění za filmOrfeu Negro(Černý Orfeus)
- Zlatá palma, MFF Cannes, 1959
- Oscar za nejlepší cizojazyčný film, 1960
- Zlatý glóbus za nejlepší cizojazyčný film – 2. místo, 1960